# Міст Новіков
Міст Новіков — історичний арковий міст на вул. Караванського в центрі міста Одеса. Це найстарший із мостів, що збереглися; був офіційно відкритий в 1824 році, як транспортний зв'язок через Деволанівський узвіз, що пролягає Карантинною балкою.
Ініціатором будівництва мосту став одеський підприємець Ілля Новіков, в честь якого згодом він і дістав назву. Новіков володів канатною фабрикою на вул. Канатній, тому був зацікавлений у транспортному сполученні через Карантинну балку. Міст було закладено у 1822 році задля зв'язку двох частин вулиці Поштової, розділених Карантинною балкою. Автором проекту став Жюст Гаюї, а керівником будівництва — Александр Дігбі. На урочистому закладенні першого каменя були присутні генерал-губернатор Александр Ланжерон і міський голова Микола Трегубов. Будівництво мосту тривало два роки, а його урочисте відкриття відбулося у 1824 році.
У 2009 році було проведено реставрацію мосту.